# Montenegro de Cameros
Montenegro de Cameros település Spanyolországban, Soria tartományban. Montenegro de Cameros Vinuesa, Viniegra de Arriba, Ventrosa, Brieva de Cameros és Villoslada de Cameros községekkel határos. Lakosainak száma 45 fő (2024).

## Népesség
A település népessége az elmúlt években az alábbi módon változott:
| Lakosok száma | 112  | 99   | 100  | 96   | 83   | 72   | 61   | 57   | 46   | 45   |
|               | 2001 | 2004 | 2007 | 2009 | 2012 | 2014 | 2017 | 2019 | 2022 | 2024 |